# Département Deux-Nèthes

Landkarte der Départements in der heutigen Benelux-Region

Das Département des Deux-Nèthes (deutsch Departement der beiden Nethen; niederländisch Departement van de Twee Nethen) war ein von 1795 bis 1814 zum französischen Staat gehörendes Département auf dem Gebiet der heutigen belgischen Provinz Antwerpen und der niederländischen Provinz Noord-Brabant. Benannt wurde es nach zwei Armen des Flusses Nete.

## Geschichte
Das Gebiet des Departements gehörte bis 1792 zum Herzogtum Brabant, das Teil der Österreichischen Niederlande war. Im April 1792 erklärte die französische Nationalversammlung der Habsburgermonarchie den Krieg. Nach der Schlacht von Jemappes (November 1792) gerieten die Österreichischen Niederlande vollständig unter die Kontrolle Frankreichs. Am 9. Vendémiaire des Jahres IV der Republik (1. Oktober 1795) wurde das Gebiet auf der Grundlage des „Gesetzes über die Vereinigung Belgiens und des Lütticher Landes mit der Republik“ mit Frankreich vereinigt, was durch die Verträge von Campo Formio (1797) und Lunéville (1801) völkerrechtlich bestätigt wurde.
Das Gebiet wurde entsprechend der in Frankreich neu eingeführten Verwaltungsgliederung in neun Departements eingeteilt, welche in Arrondissements, Kantone und Gemeinden untergliedert wurden. Die Kantone waren zugleich Friedensgerichtsbezirke. Zunächst bestand das Departement aus den Arrondissements Antwerpen, Mechelen und Turnhout.
Im März 1810 hatte das nördlich liegende Königreich Holland, regiert von Napoleons Bruder Louis Bonaparte, in einem zu Paris geschlossenen Vertrag Noord-Brabant und andere Teile des Königreichs Holland an Frankreich abgetreten. Im April 1810 wurde aus dem östlichen Teil des Gebiets das neue Departement der Rheinmündungen gebildet, der westliche Teil wurde dem Departement der beiden Nethen zugeschlagen.
Nach den auf dem Wiener Kongress (Juni 1815) getroffenen Vereinbarungen wurde das Gebiet dem neuen Königreich der Vereinigten Niederlande zugeordnet. Im August 1815 wurde das neue Königreich in Provinzen eingeteilt, aus dem Departement der beiden Nethen entstand die Provinz Antwerpen, das Arrondissement Breda kam zur Provinz Noord-Brabant. Nach der Belgischen Revolution im Jahr 1830 kam die Provinz Antwerpen zu Belgien, die Provinz Noord-Brabant verblieb in den Niederlanden.

## Gliederung
Hauptort (chef-lieu) des Departements bzw. Sitz der Präfektur war die Stadt Antwerpen (Anvers). Es war in vier Arrondissements und 28 Kantone eingeteilt:
| Arrondissement                | Hauptorte der Kantone, Sitz der Friedensgerichte                                 |
| ----------------------------- | -------------------------------------------------------------------------------- |
| Antwerpen (Anvers)            | Antwerpen (4 Kantone), Brecht, Ekeren, Kontich, Wilrijk, Zandhoven               |
| Mechelen (Malines)            | Duffel, Heist-op-den-Berg, Lier, Mechelen (2 Kantone), Puurs                     |
| Turnhout                      | Arendonk, Herentals, Hoogstraten, Mol, Turnhout, Westerlo                        |
| Von 1810 bis 1814 zusätzlich: |                                                                                  |
| Breda (Bréda)                 | Bergen op Zoom, Breda, Ginneken, Oosterhout, Oudenbosch, Roosendaal, Zevenbergen |

Das Departement hatte 1805 eine Fläche von 2.854 Quadratkilometern und 249.376 Einwohner, im Jahr 1812 einschließlich des Arrondissements Breda eine Fläche von 4.154 Quadratkilometern und 367.184 Einwohner.